# Instituto de Mayores y Servicios Sociales
El Instituto de Mayores y Servicios Sociales (Imserso) es una de las Entidades Gestoras de la Seguridad Social de España responsable de la gestión de los servicios sociales complementarios de las prestaciones del Sistema de Seguridad Social, de las pensiones de invalidez y de jubilación, en sus modalidades no contributivas, así como del ejercicio de las competencias de la Administración General del Estado en materia de personas mayores y en materia de personas en situación de dependencia.
Los servicios sociales complementarios de las prestaciones del Sistema de Seguridad Social incluyen el turismo social o viajes de vacaciones de las personas mayores y el termalismo social o estancias de personas mayores en balnearios.

## Historia
El Real Decreto-Ley 36/1978, de 16 de noviembre, sobre gestión institucional de la Seguridad Social, creó el Instituto Nacional de Servicios Sociales (INSERSO). Posteriormente, el Real Decreto 140/1997, de 31 de enero, cambió su denominación a Instituto de Migraciones y Servicios Sociales, al incluir entre sus competencias la de inmigración. Finalmente, el Real Decreto 1600/2004, de 2 de julio, que desarrolla la estructura orgánica básica del Ministerio de Trabajo y Asuntos Sociales, fijó su denominación actual como Instituto de Mayores y Servicios Sociales.
En la actualidad, el IMSERSO está adscrito al Ministerio de Derechos Sociales, Consumo y Agenda 2030.

## Funciones
El Instituto de Mayores y Servicios Sociales tiene competencia, entre otras, en las siguientes materias:
- La gestión y seguimiento de las pensiones de discapacidad y jubilación en sus modalidades no contributivas.
- Los servicios complementarios de las prestaciones del sistema de Seguridad Social: el turismo social o viajes de vacaciones de las personas mayores y el termalismo social o estancias de personas mayores en balnearios.[4][5]
- El seguimiento de la gestión de las prestaciones económicas derivadas de la Ley General de Discapacidad y la gestión directa de estas prestaciones en las Ciudades autónomas de Ceuta y Melilla.
- La propuesta de normativa básica que garantice los principios de igualdad y solidaridad para la determinación de los baremos de reconocimiento del grado de discapacidad.
- El ejercicio de las competencias estatales atribuidas por la Ley de Dependencia.
- El fomento de la cooperación con las organizaciones y entidades que agrupan a las personas mayores.
- El establecimiento y gestión de centros de atención especializada o de aquellos a los que se les asignen objetivos especiales de investigación de ámbito de actuación estatal en el campo de acción del Instituto.
- La propuesta, gestión y seguimiento de planes de servicios sociales de ámbito estatal en las áreas de personas mayores y de personas en situación de dependencia.
- Las relaciones con organismos extranjeros e internacionales y la asistencia técnica a los programas de cooperación internacional en materias y colectivos de su ámbito de acción.
- La evaluación de los servicios sociales en calidad de entidad de referencia nacional.[10]

## Directores del Imserso
- Luis Santonja Peris (1979-1980)
- José Ramón Caso García (1980-1981)
- José Farré Morán (marzo de 1981-diciembre de 1981)
- Teresa Mendizábal Aracama (1981-1983)
- Patrocinio de las Heras Pinilla (1983-1985)
- Ángel Rodríguez Castedo (1985-1992)
- Héctor Maravall Gómez-Allende (1992-2000)
- Alberto Galerón de Miguel (2000-2002)
- Antonio Lis Darder (2002-2004)
- Ángel Rodríguez Castedo (2004-2007)
- Natividad Enjuto García (2007-2008)
- Pilar Rodríguez Rodríguez (2008-2010)
- Purificación Causapié Lopesino (2010-2012)
- César Antón Beltrán (2012-2016)
- Carmen Balfagón Lloreda (2016-2018)
- María del Carmen Orte Socias (2018-2019)
- Manuel Martínez Domene (2019-2020)
- Luis Alberto Barriga Martín (2020-2023)
- María Teresa Sancho Castiello (2023-presente)